# Josef Stejskal (dramaturg)
Josef Stejskal (3. března 1897, Ledenice – 16. června 1942, Tábor) byl profesor gymnázia, dramaturg a režisér Jihočeského divadla, spoluzakladatel avantgardní umělecké skupiny Linie. Byl popraven za heydrichiády.

## Život
Po absolvování českobudějovického gymnázia vystudoval na Filozofické fakultě Univerzity Karlovy v Praze a obhájil zde doktorát. Začátkem dvacátých let 20. století získal stipendium v Paříži. Po návratu do Českých Budějovic působil jako profesor češtiny a francouzštiny na Reformním reálném gymnáziu a také na Jirsíkově gymnáziu až do své smrti. Režíroval studentská představení a se studenty navštěvoval výstavy sdružení Linie.

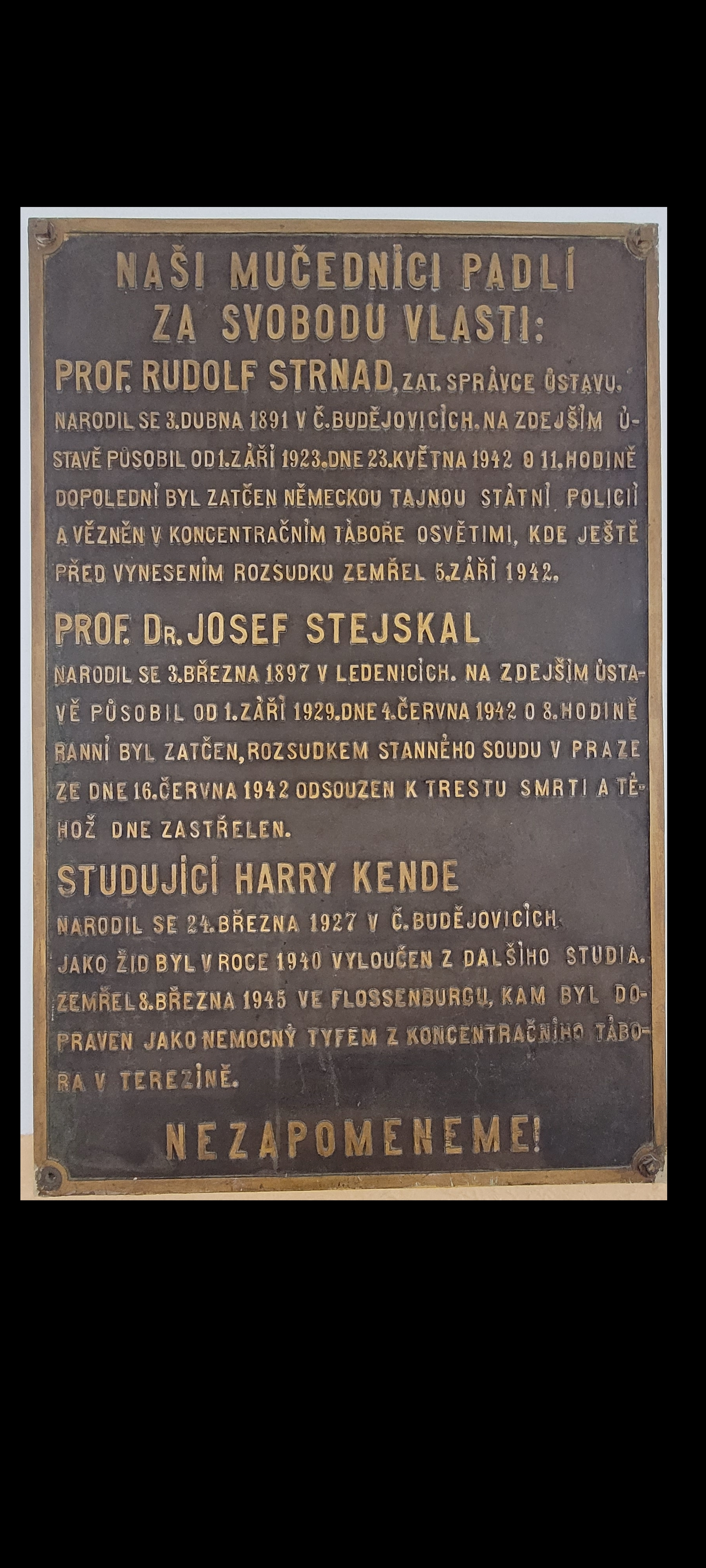
Pamětní deska umístěná v Gymnáziu Česká v Českých Budějovicích

Od roku 1925 působil jako dramaturg a od roku 1933 jako intendant Jihočeského národního divadla v Českých Budějovicích. Byl spoluzakladatelem tamního avantgardního uměleckého sdružení Linie a od roku 1935 členem redakční rady časopisu Linie. Roku 1936 byl jmenován uměleckým vedoucím činohry českobudějovického divadla a svého přítele Emila Pittera stanovil scénickým poradcem. Z divadla odešel 5. ledna 1939, po trvalém konfliktu s proněmeckými a henleinovskými silami. Vrátil se roku 1940, kdy byly soubory divadla vykázány do Besedy a do restauračního sálu Na rychtě. Spolu s ředitelkou divadla Monikou Jeřábkovou se Dr. Stejskal zasloužil o udržení činoherního i operního souboru a s vlasteneckým repertoárem navštěvovali velká jihočeská města.
Ředitelka Jeřábková byla zatčena koncem roku 1941 (zahynula v koncentračním táboře v Ravensbrücku 1944) a divadlo bylo vypovězeno ze sálu Besedy. Po zákazu činnosti divadla v Českých Budějovicích Stejskal v dubnu 1942 přestěhoval během 24 hodin celý soubor do Tábora. Během represí po heydrichiádě byl 4. června 1942 zatčen gestapem a o dvanáct dní později popraven. Posmrtně byl jmenován čestným občanem Českých Budějovic a ulice Divadelní byla přejmenována na ulici Dr. Stejskala.
Jeho bratr Rudolf Stejskal byl spoluzakladatelem Uměleckého sdružení Linie.

## Dílo
Jako dramaturg, režisér a šéf činohry Jihočeského národního divadla prosadil koncepční práci na profesionální úrovni a jako první zavedl pevný dramaturgický plán. Organizováním zájezdových představení popularizoval práci Jihočeského národního divadla v celých jižních Čechách. Na stránkách časopisu Linie vycházely recenze o jeho divadelních aktivitách.
Je autorem několika divadelních her pro děti.

### Režie (výběr)
- Molière: Lakomec, Don Juan
- E. Rostand: Romantikové
- H. Ibsen: Stavitel Solness
- K. Čapek: Matka
- O. Theer: Faethon

### Autor
- Kašpárek, čert a spol. Pohádka o 3 jednáních. Vyd. Praha, B. Kočí 1931/32, edice Loutkové hry uměleckých snah, sv. 76.
- Napravení lupiče Kolbaby. Rozmarná hra o 3 jednáních. Praha, A. Storch syn, 1931.
- Pták Avion. Rozmarná pohádka o 3 jednáních. Praha, A. Storch syn, 1931.